# Silvaspinosus vespa
Silvaspinosus vespa – gatunek błonkówki z rodziny męczelkowatych, jedyny przedstawiciel rodzaju Silvaspinosus(choć w zbiorach entomologicznych znajduje się co najmniej jeden nieopisany gatunek). 

## Zasięg występowania
Gatunek notowany na Madagaskarze.

## Biologia i ekologia
Żywiciele tego gatunku nie są znani.